# Agenor Maria
Agenor Nunes de Maria (Florânia, 16 de agosto de 1924 – Natal, 14 de junho de 1997) foi um político brasileiro. Natural do Rio Grande do Norte, estado pelo qual foi  vereador, deputado estadual, deputado federal e senador (1975-1983).

## Biografia
Filho de Antônio Inácio de Maria e Júlia Nunes de Maria fundou a Cooperativa dos Produtores de algodão do Rio Grande do Norte em 1960 quando já estava enfronhado na política pois se elegera vereador em 1954 e 1958. Nos anos seguintes foi eleito deputado estadual em 1962 e após a extinção dos partidos políticos foi eleito suplente de deputado federal pelo MDB em 1966 exercendo o mandato via convocação.
elegeu-se Senador da República para o mandato 1975-1983
Foi eleito senador também em 1982.
Faleceu em 14 de junho de 1997.